# Microcharon harrisi
Microcharon harrisi là một loài chân đều trong họ Microparasellidae. Loài này được Spooner miêu tả khoa học năm 1959.